# Дерна
Дерна (арап. درنة), је лучки град на северној обали Киренаике у североисточној Либији и има око 117.000 становника.
У античко доба Дарна је била грчка колонија Дарнис. Дарна је била главни град берберске провинције Циренаике, која је била најбогатија провинција берберских држава. У граду живи значајан број грчких имиграната са острва Крит, али и других народа мешовитог порекла.
Дерна има јединствено окружење у односу на друге либијске градове, зато што се налази између зелених планина, Средоземног мора и пустиње.
- Камена обала у близини Дерне
- Долина Дерне
- Стара трговина у Дерни